# Jan Hendrik Bruinier

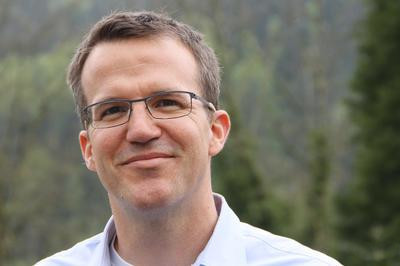
Jan Hendrik Bruinier, 2014 in Oberwolfach

Jan Hendrik Bruinier (* 21. Oktober 1971 in Wiesbaden) ist ein deutscher Mathematiker.
Bruinier schloss sein Diplom 1997 mit seiner Diplomarbeit „Modulformen halbganzen Gewichts und Beziehungen zu Dirichletreihen“ unter der Betreuung von Winfried Kohnen an der Ruprecht-Karls-Universität Heidelberg ab. Ein Jahr später wurde er dort bei Eberhard Freitag (und Winfried Kohnen) promoviert (Borcherds Products and Chern Classes of Hirzebruch-Zagier Divisors). 2000 habilitierte er sich in Heidelberg (Borcherds products on O(2,l) and Chern classes of Heegner divisors). Er war Professor an der Universität zu Köln und ist seit 2007 Professor an der Technischen Universität Darmstadt.
Bruinier befasst sich mit Zahlentheorie, Modulformen (zum Beispiel Borcherds-Produkte) und komplexer und algebraischer Geometrie.
2011 gab er zusammen mit Ken Ono eine endliche algebraische Formel für die Werte der Partitionsfunktion an. Beiden gelang damit ein großer Durchbruch.

## Schriften
- mit Gerard van der Geer, Günter Harder, Don Zagier The 1-2-3 of modular forms, Springer Verlag 2008 (darin von Bruinier Hilbert modular forms and their applications)
- Borcherds products on O(2,l) and Chern classes of Heegner divisors, Lecture Notes in Mathematics, Band 1780, Springer Verlag 2002 (Habilitation)
- Infinite products in number theory and geometry, Jahresbericht DMV, Band 106, 2004, S. 151–184 (zu Borcherds Produkten)
- Nonvanishing modulo l of Fourier coefficients of half-integral weight modular forms. Duke Math. J. 98 (1999), no. 3, 595–611.
- Borcherds products and Chern classes of Hirzebruch-Zagier divisors. Invent. Math. 138 (1999), no. 1, 51–83.
- mit Funke: On two geometric theta lifts. Duke Math. J. 125 (2004), no. 1, 45–90.
- mit Burgos, Kühn: Borcherds products and arithmetic intersection theory on Hilbert modular surfaces. Duke Math. J. 139 (2007), no. 1, 1–88.
- mit Ono: Heegner divisors, L -functions and harmonic weak Maass forms. Ann. of Math. (2) 172 (2010), no. 3, 2135–2181.